# Buergeria robusta
Buergeria robusta es una especie de ranas que habita en Taiwán.
Esta especie se encuentra en peligro de extinción  por la pérdida de su hábitat natural.